# D50 (hunebed)
Hunebed D50 ligt evenals hunebed D51 aan de Hunebedweg, ten noordwesten van Noord-Sleen in de Nederlandse provincie Drenthe. De Hunebedweg is na de aanleg van de N381 een doodlopende weg geworden.

## Bouw
Het hunebed wordt toegeschreven aan de trechterbekercultuur.

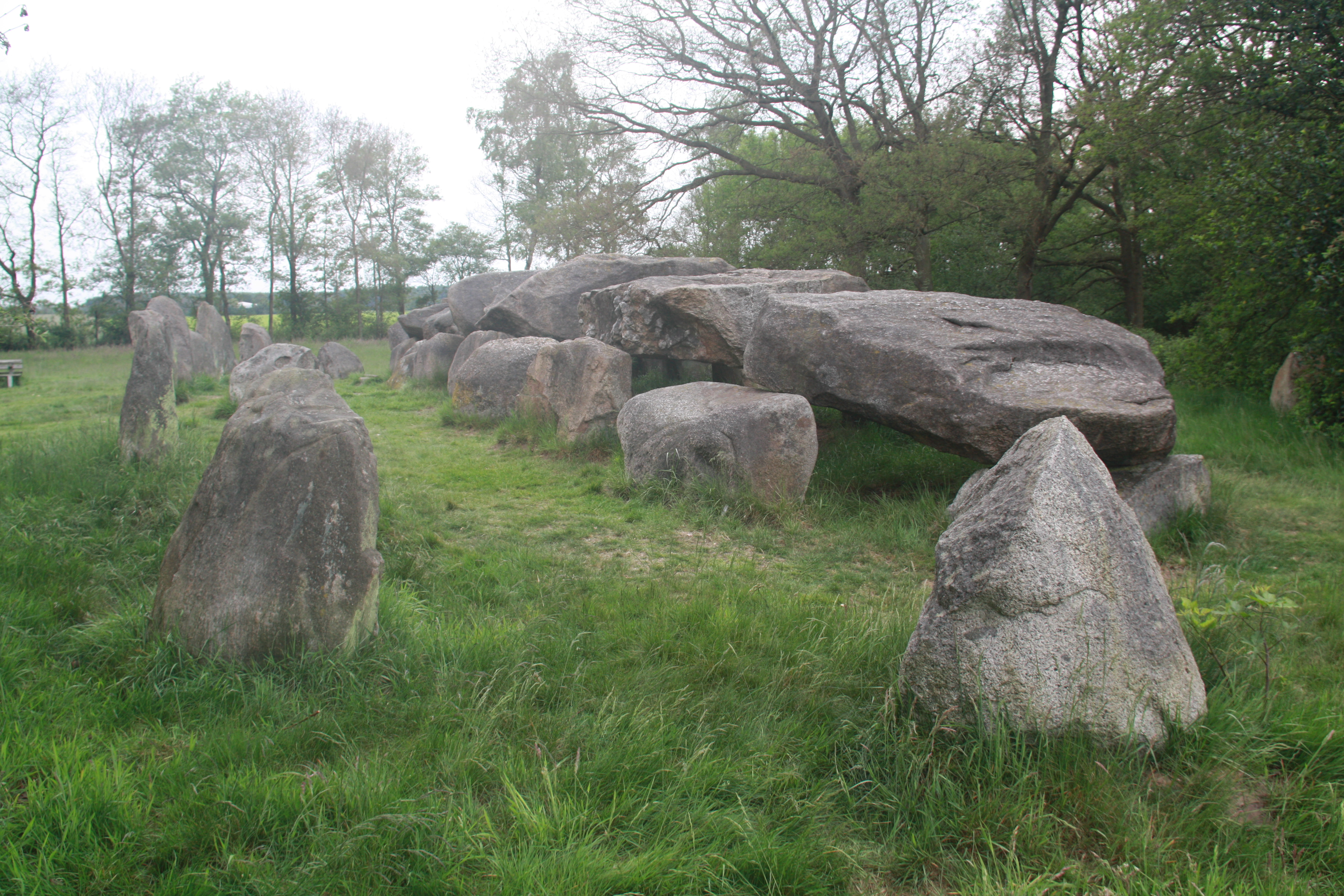
Het hunebed met de kransstenen

D50 ligt iets noordelijker dan D51 en is, met zeven van de acht dekstenen, beduidend groter dan zijn overbuurman aan de overzijde van de weg. Er zijn zestien draagstenen en twee sluitstenen. D50 heeft 24 kransstenen en er is een poortsteen aanwezig.
Het hunebed is 17 meter lang en 4,4 meter breed.

## Geschiedenis
Het hunebed staat op de Hottingerkaart (1788-1792).
In de 19e eeuw kocht de Staat der Nederlanden dit hunebed van de markegenoten van Noord-Sleen.
Van Giffen beschrijft het hunebed als "in gehavenden staat". Hij plaatste drie plombes op de plek van de ontbrekende poortstenen. De dekstenen lagen destijds in de kelder. In 1965 vond hij onder de grond kransstenen en zette deze weer overeind.
In 1962 en 1998 is dit hunebed gerestaureerd.
De kelderinhoud is nooit wetenschappelijk onderzocht.
Dit hunebed is volgens de schrijver Gerrit Jan Zwier een geliefde plaats voor new-ageadepten om “rituelen uit te voeren, offers te brengen en er in het algemeen ‘te doen wat hun gevoel hun ingeeft’, zoals ze het zelf zeggen.”